# Jacob Friedrich Dyckerhoff

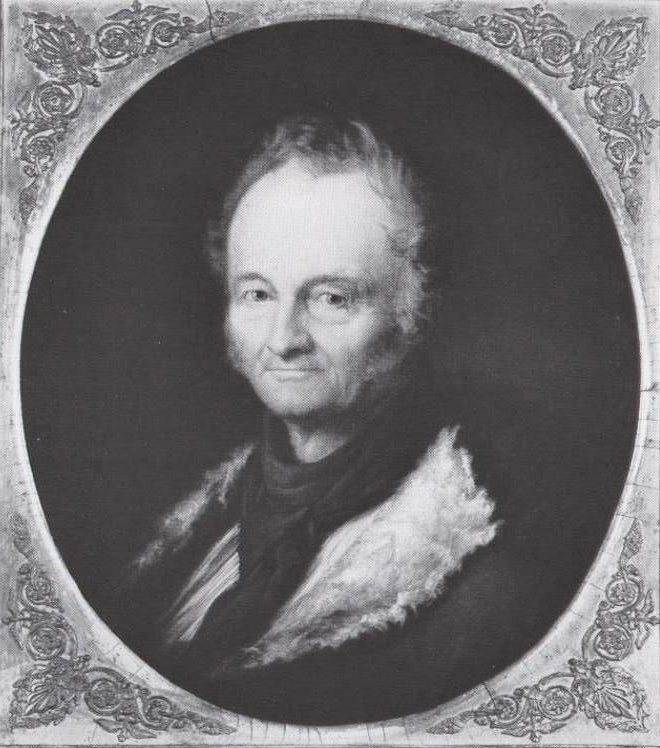
Jacob Friedrich Dyckerhoff, Gemälde von Louis Coblitz, 1840

Jacob Friedrich Dyckerhoff (* 12. Dezember 1774 in Mannheim; † 12. Oktober 1845 ebenda) war ein deutscher Baumeister bzw. Architekt und badischer Baubeamter im Zeitalter des Klassizismus. Er war an der Planung des Mannheimer Hafens beteiligt und trug die Titel Hofbauinspektor und Oberingenieur.

## Familie
Jacob Friedrich Dyckerhoff war der Sohn des Großherzoglich Badischen Wasserbau- und Hochbauinspekteurs Friedrich Christian Dyckerhoff, andere Quellen bezeichnen den Vater als Oberbaudirektor.
Laut Wolfgang Münkel war sein Vater Fr. Christoph Dyckerhoff, der ihn 1801 zu seiner Unterstützung bei der Gestaltung der Schlossgärten nach Mannheim und Schwetzingen holte. Das Zeichnen erlernte er bei Johann Jakob Rieger (1754–1811) an der Mannheimer Zeichnungsakademie.
Jacob Friedrich Dyckerhoff war verheiratet mit Katharina geb. Renner. Seine Tochter Maria Katharina war verheiratet mit August Lamey.
Er entwarf öffentliche und private Bauten wie das Bassermannsche Haus (R1) und das Lameysche Haus in Mannheim R7. Er beseitigte Wälle und führte die Rheinkorrektion weiter. Außerdem betätigte er sich als Maler und war an den Anfängen der Fotografie interessiert.
Er ging 1815 als Hofarchitekt nach Karlsruhe.
Sein Grab besteht aus einer neugotischen Sandsteinstele mit eingelassener Marmorschriftplatte. Das Marmorrelief zeigt den auferstehenden Christus.

## Werk
- Schloss Neckarhausen[5]
- Rathaus Schwetzingen[6]
- Rathaus Käfertal[7]

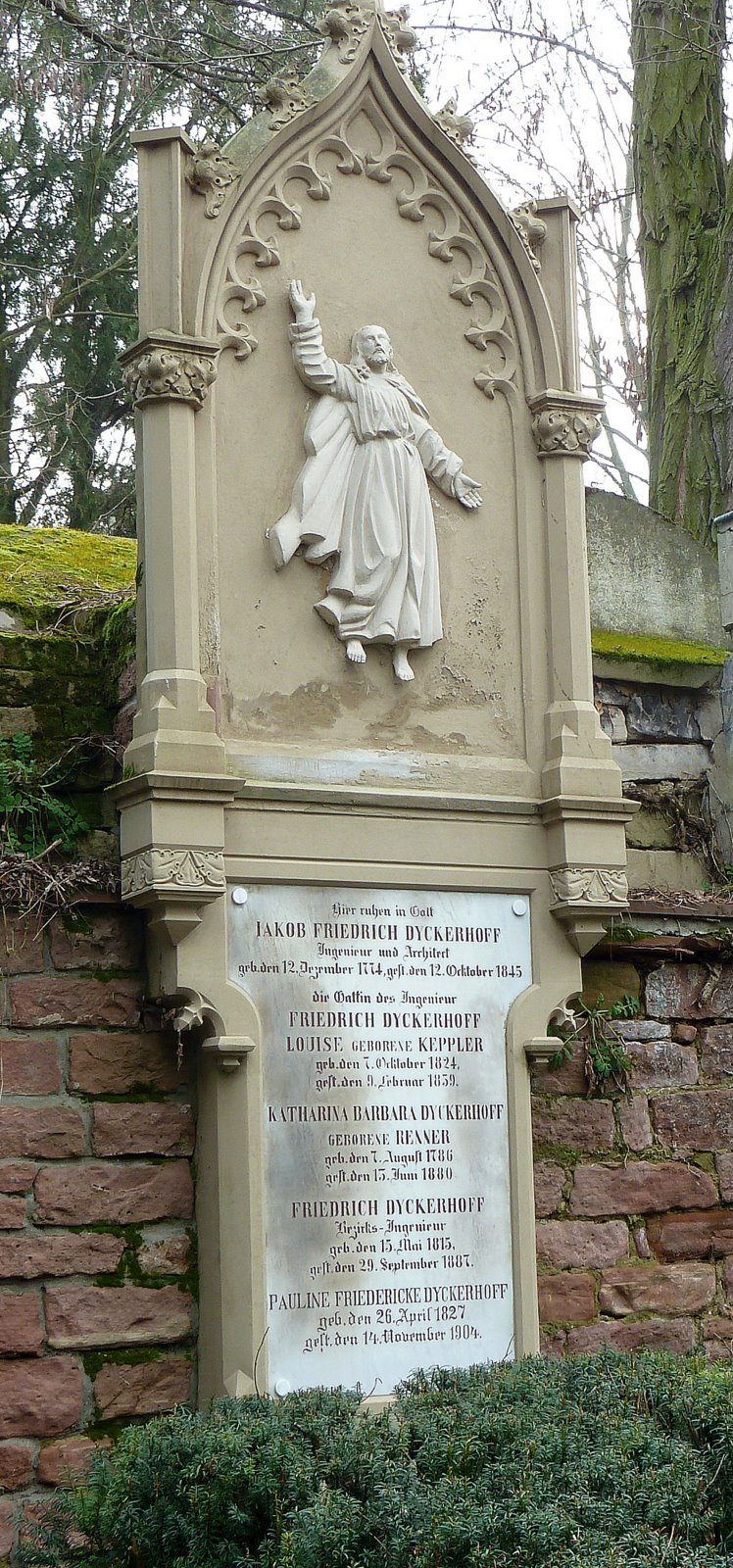
Grab, Hauptfriedhof Mannheim

- Friedrichschule in Schwetzingen (Zuschreibung nicht gesichert)[8]
- Herrnsheimer Schloss bei Worms